# 撒迦利亚

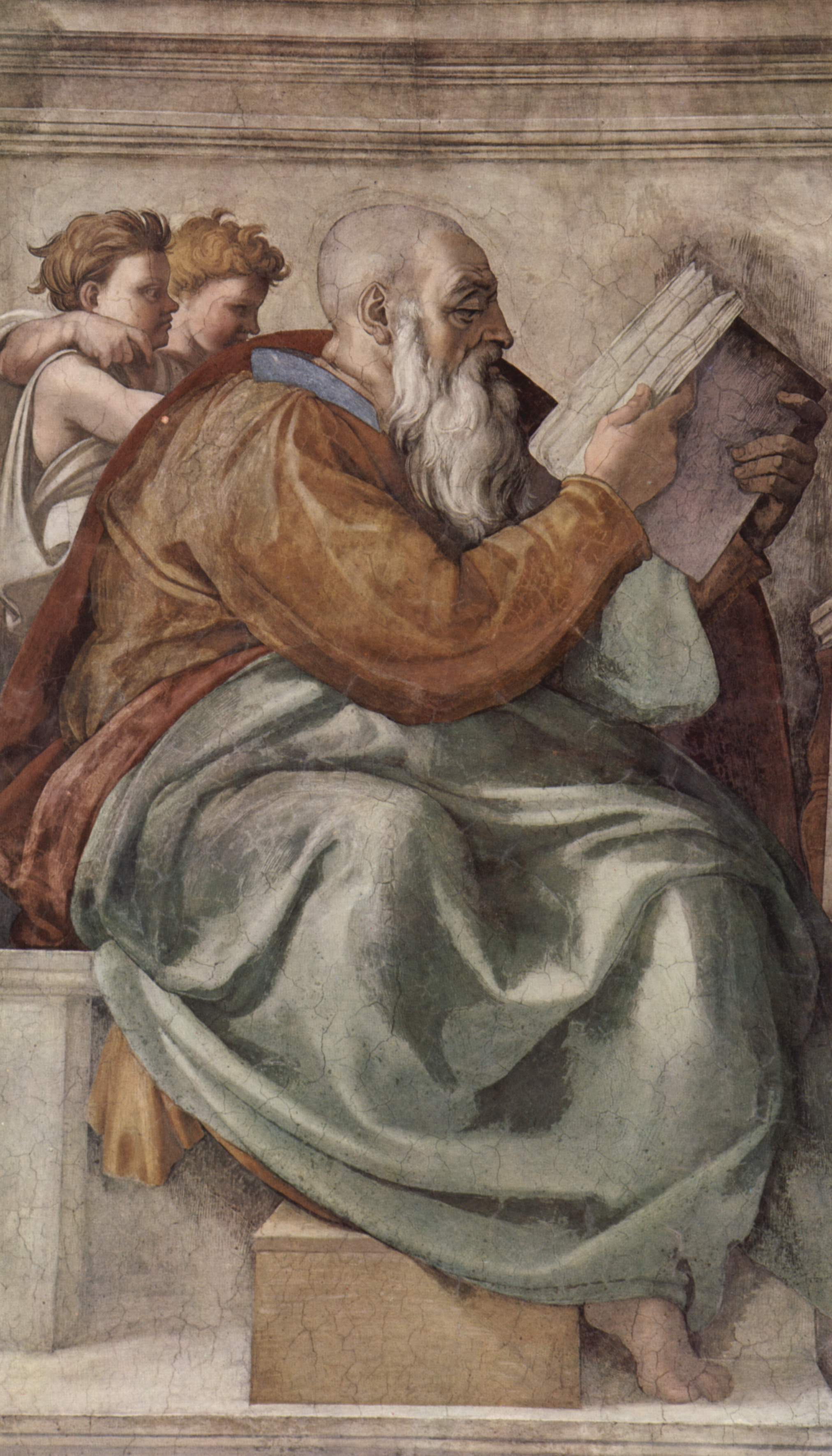
米开朗琪罗在西斯廷礼拜堂天花板上描绘的撒迦利亚

撒迦利亚或譯匝加利亞（希伯來語：זְכַרְיָה），伊斯蘭教译为宰凱里雅，意为「耶和華所记念」，是希伯來聖經中的人物，犹大王国的先知，《撒迦利亚书》（12卷小先知书中的第11卷）的作者。
撒迦利亚和以西结一样，也出身于祭司家庭。他是比利家的儿子，易多的孙子。在巴比伦囚虏时期，生在巴比伦。
大约在公元前520年，波斯国王大流士一世在位的第二年，在第一批犹太人归回16年之后，所罗巴伯和约书亚的带领犹太人回到耶路撒冷，重建圣殿，撒迦利亚作为易多家族的族长，也在归回的犹太人之列。这时，他和哈该作为先知，鼓励以色列人。
在耶利米哀歌中有一段暗示“易多的儿子撒迦利亚”在圣殿中被杀。
不過学者们普遍相信这是参考了早先撒迦利亚·本·耶何耶大之死（同名撒迦利亚，因為這裡的撒迦利亞是比利加的兒子，是易多的孫子不是兒子）。
在东正教瞻礼单中，纪念他的节日是在2月8日。